# 워크돌
《워크돌》은 2023년 5월 25일부터 유튜브에서 방송되고 있는 웹예능으로, 스튜디오 룰루랄라 가 제작했다.

## 시즌 1
| 화차   | 공개일    | 직업 이름                               | 비고                                             |
| ------ | --------- | --------------------------------------- | ------------------------------------------------ |
| teaser | 5월 21일  | 알바 시작 전부터 급여 협상해버리는 신입 |                                                  |
| 1화    | 5월 25일  | 후식 (디저트) 알바                      |                                                  |
| 2화    | 6월 1일   | 치킨집                                  | 노랑통닭                                         |
| 3화    | 6월 8일   | 캐스팅매니저                            | 큐브 엔터테인먼트 (유선호) 게스트 출현           |
| 4화    | 6월 15일  | 떡볶이집                                | 신당동 떡볶이                                    |
| 5화    | 6월 22일  | 군사학과조교                            | 경기과학기술대학교 민니 게스트 출현              |
| 6화    | 6월 29일  | 갈비집                                  | 명륜진사갈비                                     |
| 7화    | 7월 6일   | 사진관                                  | 미연 게스트 출현                                 |
| 8화    | 7월 13일  | 게장                                    |                                                  |
| 9화    | 7월 20일  | 찜질방                                  |                                                  |
| 10화   | 7월 27일  | 대형견 목욕                             |                                                  |
| 11화   | 8월 3일   | 승무원                                  | 에어부산                                         |
| 12화   | 8월 10일  | 마트                                    | 엔하이픈 (제이 성훈) 롯데마트                    |
| 13화   | 8월 17일  | 통신사                                  | SKT                                              |
| 14화   | 8월 24일  | 편집샵                                  | (여자)아이들 미연 게스트 출현                    |
| behind | 8월 31일  | 알바 때려 칠까...? - 비하인드           |                                                  |
| 15화   | 9월 28일  | 와플                                    | 와플대학                                         |
| 16화   | 10월 5일  | 스테이크                                | 아웃백 스테이크하우스                            |
| 17화   | 10월 12일 | 튀르키예요리                            |                                                  |
| 18화   | 10월 19일 | 베이글                                  | 슈화 출장으로 더보이즈 (주학년 . 선우) 대신 출현 |
| 19화   | 10월 26일 | 치킨집                                  | 치킨대학                                         |
| 20화   | 11월 2일  | 화장품                                  | 러쉬                                             |
| 21화   | 11월 9일  | 아이돌 노후 준비                        | 슈화 출장으로 우주소녀 (다영) 대신출현           |
| 22화   | 11월 16일 | 미용실                                  | 엔믹스 해원 게스트 출현                          |
| 23화   | 11월 23일 | 클린어벤져스                            | 특수청소업체                                     |
| 24화   | 11월 30일 | 맥주집                                  | 역전할머니맥주                                   |
| 25화   | 12월 7일  | 지스타                                  | (여자)아이들 (우기) 게스트 출현                  |
| 26화   | 12월 14일 | 횟집                                    |                                                  |
| 27화   | 12월 21일 | 2024 강원 동계청소년올림픽대회          | 시즌 1 종료                                      |

## 시즌 2
| 화차     | 공개일   | 직업 이름                      | 비고                                                                                                |
| -------- | -------- | ------------------------------ | --------------------------------------------------------------------------------------------------- |
| teaser 1 | 3월 21일 | 워크돌 2대 알바생 청문회       | |
| teaser 2 | 3월 28일 | 저희 알바생 인사 좀 받아주세요 | |
| 1화      | 4월 4일  | 인테리어                       | 타워팰리스                                                                                          |
| 2화      | 4월 11일 | 유치원                         | |
| 3화      | 4월 18일 | 군대민간조리원                 | |
| 4화      | 4월 25일 | 가발                           | |
| 5화      | 5월 2일  | PC방                           | |
| 6화      | 5월 9일  | 시사회                         | 해원의 출장으로 IVE 리즈가 대신 출현                                                                |
| 7화      | 5월 16일 | 두피관리알바                   | NMIXX 규진 게스트 출현                                                                              |
| 8화      | 5월 23일 | 돈까스집                       | NMIXX 지우 게스트 출현                                                                              |
| 9화      | 5월 30일 | 야구장                         | 서울종합운동장 우천취소                                                                             |
| 10화     | 6월 6일  | 일일매니저                     | |
| 11화     | 6월 13일 | 승무원                         | 에어부산                                                                                            |
| 12화     | 6월 20일 | 행사부스                       | 해원의 출장으로 우주소녀 다영이 대신 출현 에이티즈 우영 게스트 출현하엿으나 컨디션 문제로 조기퇴근. |
| 13화     | 7월 4일  | 반려견호텔                     | |
| 13화     | 7월 11일 | 통닭집                         | 아이들 슈화 게스트 출현                                                                             |
| 14화     | 7월 18일 | 샌드위치                       | 써브웨이                                                                                            |
| 15화     | 7월 25일 | 중국집                         | 해원의 허리 부상으로 인해 같은 NMIXX 의 멤버 지우와 규진이 대신 출연                                |
| 16화     | 8월 1일  | 뮤지컬펍                       | NMIXX 릴리 게스트 출현                                                                              |
| 17화     | 8월 8일  | JYP 당근마켓                   | 고용주로 2PM의 JUN, K, Xdinary Heroes의 건일과 주연이 출연                                          |
| 18화     | 8월 15일 | 고깃집                         | 해원의 출장으로 인해 트레저의 지훈과 윤재혁이 대신 출연                                             |
| 19화     | 8월 22일 | 청년다방                       | |
| 20화     | 8월 29일 | 렌즈샵                         | 빠니보틀 게스트 출현                                                                                |
| 21화     | 9월 5일  | 기상캐스터                     | JTBC 시즌 2 종료                                                                                    |

## 시즌 3
| 화차    | 공개일    | 직업 이름 | 비고                                                                           |
| ------- | --------- | --------- | ------------------------------------------------------------------------------ |
| 0       | 11월 14일 | 모델      | 프로미스나인 의 백지헌과 박지원이 게스트 출현                                  |
| 1화     | 11월 28일 | 요리사    |                                                                                |
| 2화     | 12월 5일  | 피자집    | 일오팔과 체리보이가 게스트 출연                                                |
| 3화     | 12월 19일 | 호텔리어  | 롯데호텔                                                                       |
| 4화     | 12월 26일 | 트리 설치 | 서울시청 광장 해원의 출장으로 인해 프로미스나인 의 백지헌과 박지원이 대신 출연 |
| 5화     | 1월 9일   | 떡 집     |                                                                                |
| 6화     | 1월 16일  | 웃음치료  | 이영지 게스트 출현 봉숭아학당문화혁신학교                                      |
| 7화     | 1월 23일  | 브레첼    | NMIXX 배이 게스트 출현                                                         |
| Behind  | 1월 30일  |           | 워크돌이 설 연휴로 인해 한 주 휴방                                             |
| 8화     | 2월 6일   | 닭볶음탕  | 농장                                                                           |
| 9화     | 2월 13일  | 폐차      | 풍자 게스트 출현                                                               |
| 10화    | 2월 20일  | 화장품    | LE SSERAFIM 홍은채 게스트 출현                                                 |
| 11화    | 2월 27일  | 토스트    | 이삭토스트 시즌 3 종료                                                         |
| Special | 3월 6일   |           |                                                                                |

## 시즌 4
| 화차 | 공개일   | 직업 이름 | 비고 |
| ---- | -------- | --------- | ---- |
|      | 5월 29일 |           |      |

## 여담
2023년 5월 14일에 특수 필터를 이용한 '나 누구게' 쇼츠가 공개되었고, 이후 5월 18일에 아이들의 슈화가 MC로 확정되었다는 쇼츠가 공개되었다. 2023년 12월 21일에 방영된 강원 동계청소년올림픽대회를 끝으로 슈화가 하차했으며, 동시에 시즌 1이 막을 내렸다. 2024년 3월 14일에 NMIXX의 해원이 시즌 2 MC로 확정 되었다는 쇼츠가 공개되었다. 해원은 22회 미용실 아르바이트 편에 게스트로 출연한 경험이 있다. 시즌 2 히밥 일일 매니저 편이 인급동 1위를 달성하였다. 2024년 6월 13일자 영상인 에어부산 편에서 해원의 외모 췍!이 밈이 되어 여러 인플루언서, 연예인 사이에서 크게 유행하게 되었다. 2024년 9월 5일 방영 된 영상을 끝으로 워크돌 시즌 2가 막을 내렸으며, 11월 28일 시즌 3로 돌아왔다. 시즌 1이 종료된 이후 MC가 교체된 것과 달리 시즌 3는 시즌 2의 MC 해원이 그대로 유지되었다. 시즌 1부터 슈화의 매끄러운 진행으로 호평을 받고 있었고, 시즌 2, 3 MC를 맡게 된 해원 역시 출중한 예능감과 센스로 높은 조회수를 기록하며 큰 인기를 끌었다. 워크맨 채널 내 모든 워크돌 영상은 조회수 100만회를 넘겼다..최다 조회수는 해원의 외모 췍!이 나온 시즌 2 승무원 편으로 800만회를 넘겼다. 시즌 3에서 폐차장 알바편을 제외한 모든 해원 출연편이 인급동에 올랐다. 2025년 5월 7일, 워크돌의 시즌 4 MC 후보가 공개되었다.2025년 5월 13일, 시즌 4 MC로 츠키가 확정되었다.

## 논란
이삭토스트 에서 손님 으로 온 초등학생들 에게 다소 부적절한 질문을 한 것이 인터넷 커뮤니티 에서 논란이 되었고, 제도권 언론사 에서도 보도 했다. 당시 제작진은 한 초등학생 무리에게 질문을 하여 그들이 압구정 현대아파트에 거주한다는 것, 의사 아버지가 사준 스톤 아일랜드 패딩을 입은 것 등을 알아내면서 그렇다면 좋아하는 아이가 있다면 그냥 고백해도 된다고 했으며, '알파 메일 조기 확정'이라는 자막까지 띄웠다. 온라인 커뮤니티에서는 부촌에 사는 아이들에게 부모 직업을 물어보고 마치 금수저를 특권화하는 듯한 언행을 한 것이 부적절하다는 비판이 나왔다. 물론 그냥 예능에서 우스갯소리로 할 수 있는 말이긴 하지만 그 대상이 사회관을 형성 중인 어린이들이란 점이 문제라는 것이다.

## 결방
- 9월 21일 까지 월드투어 일정으로 결방